# Platina(IV)chloride
Platina(IV)chloride is een platinazout van waterstofchloride, met als brutoformule PtCl4. De stof komt voor als bruine-rode kristallen, die zeer goed oplosbaar zijn in water. Het komt ook voor als pentahydraat.

## Synthese
Platina(IV)chloride kan bereid worden door hexachloorplatinazuur te verhitten:
{\displaystyle \mathrm {H_{2}PtCl_{6}\ {\xrightarrow {\Delta T}}\ PtCl_{4}\ +\ HCl} }
Na afloop van de reactie wordt het ontstane waterstofchloride verwijderd en kristalliseert platina(IV)chloride uit als pentahydraat. Deze methode is gemakkelijk, omdat hexachloorplatinazuur kan bereid worden door platina op te lossen in koningswater.

## Structuur
In platina(IV)chloride neemt het centraal platina-atoom een octaëdrische geometrie aan. Dit gebeurt door een polymere structuur aan te nemen, waarbij de helft van de chlooratomen als brug tussen de platina-atomen fungeert. Platina(IV)chloride kan enkel oplossen wanneer deze chloridebruggen verbroken worden, hetgeen in water mogelijk is. Met waterstofchloride vormt het hexachloorplatinazuur.
|                                                                |
| Molecuulmodel van een gedeelte van de polymere (PtCl4)n-keten. |

## Eigenschappen en reacties
Platina(IV)chloride kan van zijn kristalwater ontdaan worden door het te verhitten bij 300°C in droog chloorgas.
Behandeling van een waterige oplossing van platina(IV)chloride met een base leidt tot vorming van het complexe ion [Pt(OH)6]2−. Dit ion kan met een methyl-Grignard-reagens en een partiële hydrolyse omgezet worden in de cluster [Pt(CH3)3(OH)]4.
Platina(IV)chloride kan thermisch ontleed worden (thermolyse) door verhitting tot 450°C, waarbij platina(II)chloride en chloorgas ontstaan:
{\displaystyle \mathrm {PtCl_{4}\ {\xrightarrow {\Delta T}}\ PtCl_{2}\ +\ Cl_{2}} }